# Alfred Huet du Pavillon
Albert Gottfried Dietrich, född 1 januari 1829 i Blain, Frankrike, död 18 november 1907 i Lanzenkirchen, Österrike, var en fransk botaniker. Han samarbetade ofta med sin bror Édouard Huet du Pavillon (1819-1908), som även han var botaniker.
Auktorsnamnet A.Huet kan användas för Alfred Huet du Pavillon i samband med ett vetenskapligt namn inom botaniken; se Wikipediaartiklar som länkar till auktorsnamnet.